# Hafthohlladung

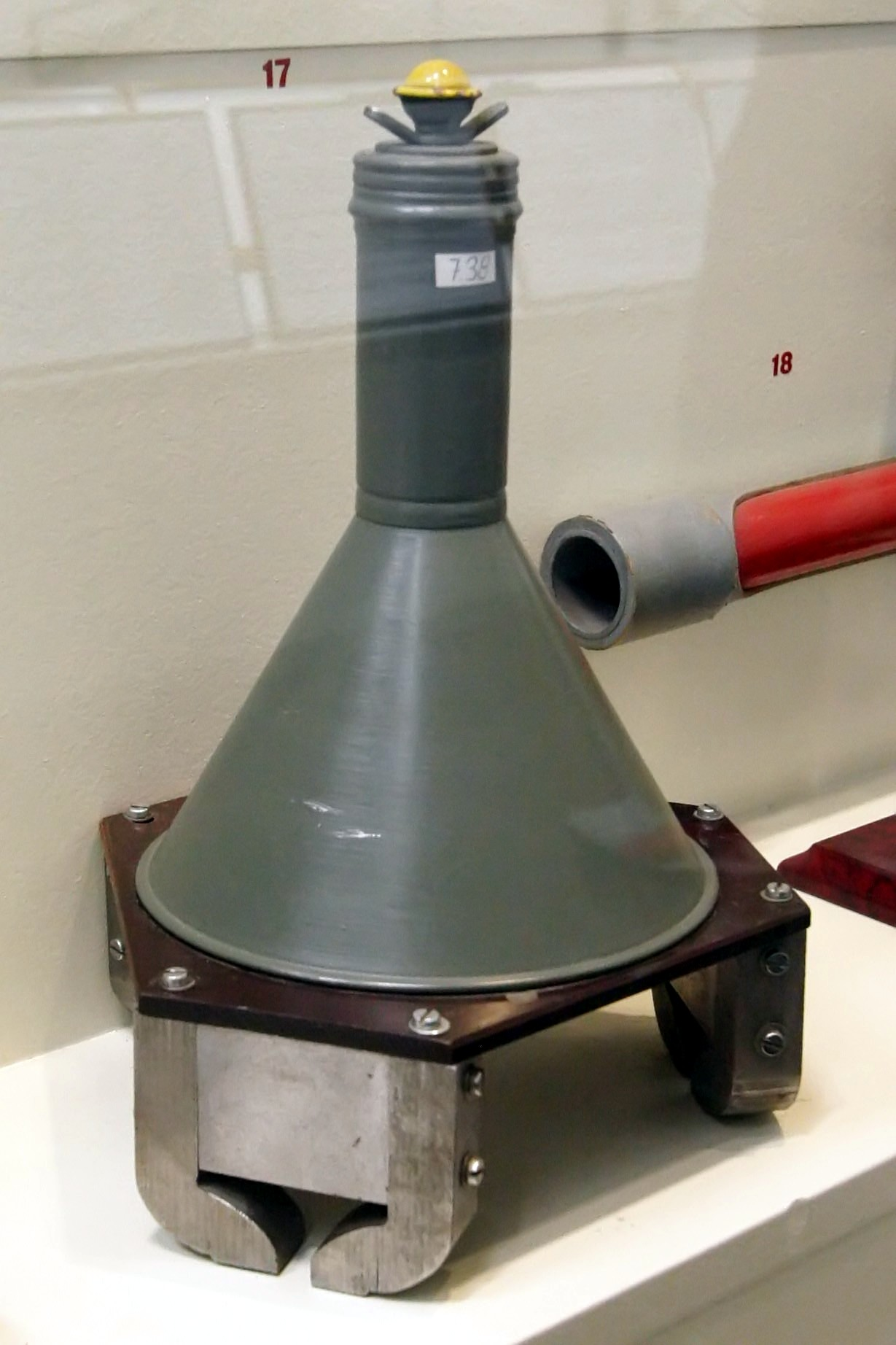
Hafthohlladung

Die Hafthohlladung war ein deutsches Panzernahkampfmittel im Zweiten Weltkrieg. Es handelt sich um einen Hohlladungsprengkörper mit drei Dauermagneten zur Befestigung an einem Panzerfahrzeug. Die drei Hufeisenmagnete erreichten eine Haftleistung von 45 kg. Die Magnete dienten auch dazu, den nötigen Abstand der Hohlladung von der Panzerstahloberfläche zur Herausbildung des Stachels herzustellen. Nach dem Befestigen wurde der Zünder ausgelöst, der nach wenigen Sekunden den Sprengkörper detonieren ließ. Es wurden in zwei Versionen über 553.900 Stück gefertigt, von denen es im März 1945 noch 59.000 Stück gab. Später wurde die Hafthohlladung durch die Faustpatrone, Panzerfaust und Panzerschreck ersetzt.

## Geschichte

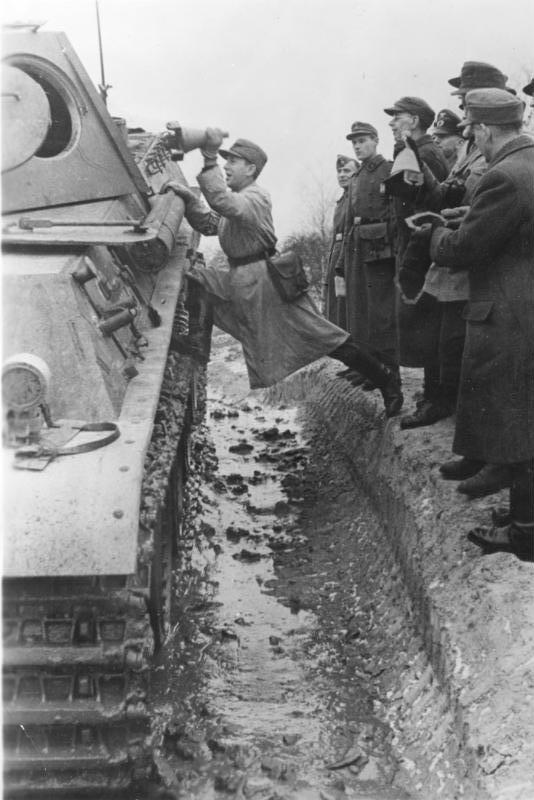
Anbringen einer Hafthohlladung bei Ausbildung des Volkssturms, Januar 1945

Als die deutsche Infanterie in der Sowjetunion zum ersten Mal auf die schwer gepanzerten KW-1- und T-34-Kampfpanzer traf, hatte sie nur sehr eingeschränkte Möglichkeiten, diese zu bekämpfen. Das Heereswaffenamt arbeitete mit Hochdruck an verschiedenen Mitteln. Neben der Panzerwurfmine und der Panzerhandmine wurde auch die Hafthohlladung entwickelt und zuerst 1942 an der Wolchow-Front verwendet.

## Technische Daten
Durchmesser 150 mm, Höhe 272 mm, Durchschlagsleistung etwa 140 mm RHA
- HHL 3
  - Hafthohlladung 1,5 kg (bauchige Form)
  - Gesamtgewicht 3 kg
- HHL 3,5
  - Hafthohlladung 1,7 kg (Trichterform)
  - Gesamtgewicht 3,5 kg